# Arcadia (Ohio)
Arcadia – wieś w USA, w hrabstwie Hancock, w stanie Ohio. Arcadia została założona w roku 1855.
W roku 2010, 29,5% mieszkańców było w wieku poniżej 18 lat, 7,8% było w wieku od 18 do 24 lat, 28,3% miało od 25 do 44 lat, 23% miało od 45 do 64 lat, 11,4% było w wieku 65 lat lub starszych. We wsi było 50,0% mężczyzn i 50,0% kobiet.
Liczba mieszkańców w 2010 roku wynosiła 590, a w roku 2012 wynosiła 595.